# Alessandro Canesi
Carlo Alessandro Canesi (Milano, ... – ...; fl. XX secolo) è stato un banchiere italiano.
Noto per essere stato direttore generale e successivamente presidente del Banco Ambrosiano, una delle più importanti banche private italiane del XX secolo. È considerato il principale mentore di Roberto Calvi, al quale aprì la strada all’interno dell’istituto milanese.

## Biografia

### Primi anni e carriera nel Banco Ambrosiano
Alessandro Canesi entrò nei ranghi del Banco Ambrosiano tra la fine degli anni ’40 e l’inizio degli anni ’50. Nel 1947, fu tra i responsabili dell’assunzione di Roberto Calvi, allora semplice impiegato. Nel 1958, Canesi promosse Calvi a suo assistente personale e nel 1960 lo nominò responsabile dell’area esteri della banca.
Nel 1959, Canesi fu nominato direttore generale dell’istituto. La sua nomina coincise con una fase di espansione nazionale e internazionale della banca, orientata verso una strategia più aggressiva e articolata sui mercati esteri.

### Presidenza
Nel 1965, Canesi assunse la carica di presidente del Banco Ambrosiano. Durante la sua guida, l’istituto intensificò la propria espansione internazionale, con la creazione di società controllate in Svizzera, in Lussemburgo e alle Bahamas. In questo periodo si consolidarono anche i rapporti con lo IOR (Istituto per le Opere di Religione), noto come la "banca vaticana".
La gestione Canesi fu caratterizzata da una progressiva trasformazione dell’Ambrosiano in una holding bancaria, con attività che spaziavano dalla finanza estera agli investimenti immobiliari. Tra i progetti seguiti vi furono anche le operazioni connesse ai piani INA-Casa a Torino e l’apertura del centro contabile di Milano.

### Il passaggio di consegne
Nel 1971, Canesi fu sostituito da Roberto Calvi nel ruolo di direttore generale. Calvi ne seguirà poi le orme, diventando vicepresidente nel 1974 e presidente della banca nel 1975. Canesi rimase comunque per alcuni anni nel consiglio d’amministrazione, mantenendo un ruolo di rappresentanza e prestigio.

## Eredità
Alessandro Canesi è ricordato come una figura chiave nello sviluppo del Banco Ambrosiano e per il suo ruolo decisivo nell’ascesa di Roberto Calvi. Sotto la sua guida, l’istituto si trasformò da banca cattolica tradizionale a struttura finanziaria internazionale, preludio alla controversa gestione che negli anni ’80 porterà al crac dell’Ambrosiano e alla morte di Calvi a Londra nel 1982.